# Lygropia murinalis
Lygropia murinalis là một loài bướm đêm trong họ Crambidae.